# Malcolm X (Film)
Malcolm X ist ein US-amerikanisches Filmdrama des Regisseurs Spike Lee aus dem Jahr 1992. Es handelt vom Leben und Tod des Black-Muslim-Anführers Malcolm X, der nach einer Gangsterkarriere in den 1940er Jahren zum Prediger der Nation-of-Islam-Organisation wird. Grundlage für die Filmhandlung war das Buch The Autobiography of Malcolm X von Alex Haley.

## Handlung
Der als Malcolm X bekannte schwarze Bürgerrechtler wird als Malcolm Little in Detroit geboren. Sein Vater Earl Little, ein Geistlicher, wird vom rassistischen Ku-Klux-Klan tyrannisiert und später von dessen Vereinigung „Black Legion“ ermordet. Nachdem das Jugendamt seiner Mutter die Kinder weggenommen und auf verschiedene Familien verteilt hat, wird sie in eine Nervenheilanstalt eingewiesen. Malcolm wächst in einer Pflegefamilie heran und erfährt bereits in der Schule, dass bestimmte Berufe für ihn als Schwarzen nicht infrage kommen, obwohl er Klassenbester ist. Der Lehrer sagt ihm, dass er sich als „Nigger“ in sein Schicksal fügen solle. Er arbeitet später als Kellner im Zug als sogenannter „Pullman Porter“ und nennt sich „Detroit Red“. Er zieht nach Harlem und freundet sich mit einem Gangsterboss namens „West Indian Archie“ an. Malcolm führt einen Lebensstil, der darauf ausgerichtet ist, die Weißen zu imitieren. Mit sehr schmerzhaften Prozeduren lässt er sich beim Friseur die Haare glätten, um wie ein Weißer auszusehen. Außerdem konsumiert er sehr viel Alkohol und Kokain. Nach kurzer Zeit gerät er mit West Indian Archie aufgrund einer dubiosen Wette aneinander und muss vor ihm nach Boston fliehen. Dort hält Malcolm sich zusammen mit seinem besten Freund Shorty mit Diebstählen über Wasser. Ihre weißen Freundinnen helfen ihnen dabei. Aufgrund eines Hinweises taucht die Polizei bei ihnen auf und verhaftet beide. Sie werden zu zehn Jahren Gefängnis verurteilt, wobei nicht die Diebstähle am schwersten wiegen, sondern der vollzogene Beischlaf mit weißen Frauen.
In der Haftanstalt Norfolk Prison Colony in Massachusetts leidet er unter dem Kokainentzug. Da er stolz und widerborstig ist, legt er sich zunächst mit den Schließern an, die ihn mit Dunkelhaft bestrafen. Kurze Zeit nach seiner Einlieferung lernt er einen schwarzen Muslim namens Baines kennen. Baines unterrichtet ihn nach den Richtlinien der „Nation of Islam“, einer Vereinigung von schwarzen Muslimen in den USA. Malcolm wird sich zum ersten Mal seiner Identität bewusst und denkt über seinen Nachnamen „Little“ nach, der ja nur der Name des Sklavenhalters seiner Vorfahren gewesen ist. Baines überzeugt ihn davon, dass Malcolm seinen Körper nicht mehr mit Drogen vergiften, sondern sich bilden und selbst respektieren soll. Er solle anfangen, die Werte des weißen Mannes zu hinterfragen – als Beispiel dafür wird die Frage aufgeworfen, ob Jesus weiß und blauäugig gewesen war. Malcolm vollzieht eine Wandlung und beginnt sich zu bilden; er hört auf, sich für seine schwarze Herkunft zu schämen und legt den Sklavennamen Little ab. Fortan nennt er sich Malcolm X.
Malcolm, der zu acht bis zehn Jahren verurteilt wurde, wird nach sechs Jahren Haft entlassen. Nach seiner Entlassung aus dem Gefängnis sucht Malcolm den „Ehrenwerten Elijah Muhammad“ auf, den Führer der Organisation. Malcolm ist ein eifriger Schüler, und schon bald ist er als mitreißender Redner bekannt und wird von Muhammad als zentraler Wortführer für die Organisation eingesetzt. Zwischenzeitlich heiratet er Betty Shabazz.
Malcolm tritt für eine Absonderung von der weißen Gesellschaft und die Rückbesinnung auf die afrikanischen Werte ein. Seine Reden werden zunehmend radikaler und aufrührerischer, gleichzeitig arbeitet er immer mehr. Er gerät immer tiefer in Abhängigkeit von der Nation of Islam, worunter auch seine Familie und seine Ehe leiden. Es kommt zu einem Zerwürfnis mit Muhammad, woraufhin sich Malcolm X fortan öffentlich von der Nation of Islam distanziert. Er unternimmt eine Pilgerfahrt nach Mekka, um wieder zu sich selbst zu finden. Durch die Erlebnisse auf der Reise werden seine Überzeugungen gemildert; er erkennt, dass Moslems aus allen Schichten und Gesellschaften kommen, darunter auch aus der weißen. Er beginnt sich von der starren Haltung der „Nation of Islam“ und dem Rassismus zu lösen und will fortan für Weltoffenheit, Gerechtigkeit und Freiheit eintreten. Jedoch wird seine Abkehr von seinen ehemaligen Verbündeten als Verrat betrachtet; er und seine Frau erhalten Todesdrohungen, und eines Nachts wird ihr Haus in Brand gesetzt. Außerdem gesteht ihm einer seiner Kollegen, dass man ihn mit einem Mordauftrag gegen Malcolm beauftragt hätte. Kurze Zeit später wird er bei einer öffentlichen Ansprache im Audubon Ballroom vor den Augen seiner Frau und seiner Kinder von mehreren Attentätern ermordet.
Zum Ende des Films werden einige originale Filmaufnahmen über Malcolm X gezeigt, die Auswirkungen seines Schaffens bis heute und Statements von Zeitgenossen wie Martin Luther King. Kurz vor dem Abspann zitiert Nelson Mandela vor einer Schulklasse eine Rede von Malcolm X, in der dieser an die Würde des Menschen appelliert.

## Hintergrund
- Malcolm X ist der erste Nicht-Dokumentar-Film, der in Mekka gedreht werden durfte.
- Der Film wurde unter anderem im East Jersey State Prison gedreht.
- Im Vorspann wird das Rodney-King-Video gezeigt, das die Unruhen in Los Angeles 1992 auslöste.
- Am Ende des Films werden die Namen der drei Attentäter von Malcolm X aufgeführt.
- Die Szenen des Attentats auf Präsident Kennedy stammen aus dem Oliver-Stone-Film JFK – Tatort Dallas.
- Zuerst war Norman Jewison als Regisseur vorgesehen. Doch Lee überzeugte das Studio, dass nur ein Schwarzer einen Film über einen schwarzen Amerikaner machen könne.
- Filmeditor Barry Alexander Brown fungierte zusätzlich als Regieassistent.
- Premiere in Deutschland war bei den Internationalen Filmfestspielen Berlin im Februar 1993.
- 1972 produzierte Co-Autor Arnold Perl einen Dokumentarfilm über Malcolm X. Sprecher waren James Earl Jones und Ossie Davis. Davis ist im Original auch der Sprecher der Dokumentaraufnahmen am Ende des Films.
- 1947 spielte mit Jackie Robinson zum ersten Mal ein Schwarzer in der Major League Baseball (MLB). Branch Rickey verpflichtete ihn für die Brooklyn Dodgers. Im Film findet dies kurz Erwähnung.
- In einer Szene im Zug hören Malcolm und seine Kollegen eine Übertragung eines Kampfes von Joe Louis.
- Als West Indian Archie Malcolm X in einem Nachtclub aufsucht, singt Billie Holiday live in diesem Club. Sie wird von Miki Howard dargestellt.

## Kritiken
Spike Lee’s Malcolm X is one of the great screen biographies, celebrating the whole sweep of an American life that began in sorrow and bottomed out on the streets and in prison before its hero reinvented himself. Watching the film, I understood more clearly how we do have the power to change our own lives, how fate doesn’t deal all of the cards. The film is inspirational and educational – and it is also entertaining, as movies must be before they can be anything else. […] Spike Lee is not only one of the best filmmakers in America, but one of the most crucially important, because his films address the central subject of race. He doesn’t use sentimentality or political cliches, but shows how his characters live, and why.

„Spike Lees Malcolm X ist eine der großen Filmbiographien. Sie umspannt ein amerikanisches Leben, das ganz unten auf der Straße begann und ins Gefängnis führte, bevor der Held sich neu erfunden hat. Als ich den Film sah, begriff ich deutlicher, dass wir die Kraft haben, unser Leben zu ändern, und dass das Schicksal nicht alle Karten in der Hand hält. Der Film ist inspirierend und erziehend – aber auch unterhaltend, das, was Filme in erster Linie sein sollten. Spike Lee ist nicht nur einer der besten Filmemacher in Amerika, er ist auch extrem wichtig, da seine Filme den zentralen Aspekt der Rasse betreffen. Er benutzt keine Sentimentalitäten oder politische Klischees, sondern zeigt, wie seine Charaktere leben und warum.“

„Langatmig und ohne aktualisierende soziale Schärfe inszeniertes ‚Polit-Epos‘, das mehr an Legendenbildung interessiert ist als an einem historisch präzisen und psychologisch differenzierten Porträt einer umstrittenen Persönlichkeit der amerikanischen Geschichte. Allenfalls durch das pointierte Spiel des Hauptdarstellers von einigem Interesse.“

Martin Scorsese und Roger Ebert zählten beide Malcolm X zu den zehn besten Filmen der 1990er Jahre.

## Auszeichnungen
Oscarverleihung 1993
Nominierungen
- Bester Hauptdarsteller: Denzel Washington
- Beste Kostümdesign: Ruth E. Carter

Golden Globe Awards 1993
Nominierung
- Bester Hauptdarsteller – Drama: Denzel Washington

Internationale Filmfestspiele Berlin 1993
Auszeichnung
- Silberner Bär für Denzel Washington als Bester Darsteller

Nominierung
- Goldener Bär für Spike Lee

Chicago Film Critics Association Award 1992
- Bester Film
- Beste Regie: Spike Lee
- Bester Hauptdarsteller: Denzel Washington

Kansas City Film Critics Circle Award 1992
- Bester Hauptdarsteller: Denzel Washington

New York Film Critics Circle 1992 
- Bester Hauptdarsteller: Denzel Washington

Boston Society of Film Critics Award 1992
- Bester Hauptdarsteller: Denzel Washington

National Board of Review 1992
- Einer der Top-Ten-Filme

NAACP Image Award 1994
- Bester Film
- Bester Hauptdarsteller: Denzel Washington
- Beste Hauptdarstellerin: Angela Bassett
- Bester Nebendarsteller: Al Freeman Jr.

Weitere Auszeichnungen
- 1992: Nominierung für den Political Film Society Award in der Kategorie Political Film Society Award für Exposé
- 1993: MTV Movie Awards für Denzel Washington als bester Schauspieler
- 1993: Artios Award von der Casting Society of America für Robi Reed-Humes für das beste Casting
- 1993: SEFCA Award der Southeastern Film Critics Association für Denzel Washington als bester Darsteller
- 2010: Aufnahme in das National Film Registry als ein besonders erhaltenswerter US-amerikanischer Film[5]

## Synchronisation
| Rolle              | Darsteller           | Synchronsprecher    |
| ------------------ | -------------------- | ------------------- |
| Malcolm X          | Denzel Washington    | Randolf Kronberg    |
| Betty Shabazz      | Angela Bassett       | Traudel Haas        |
| Baines             | Albert Hall          | Jürgen Kluckert     |
| Elijah Muhammad    | Al Freeman Jr.       | Peter Matić         |
| West Indian Archie | Delroy Lindo         | Helmut Krauss       |
| Shorty             | Spike Lee            | Uwe Paulsen         |
| Sophia             | Kate Vernon          | Karin Buchholz      |
| Bruder Earl        | James McDaniel       | Axel Lutter         |
| Louise Little      | Lonette McKee        | Gertie Honeck       |
| Earl Little        | Tommy Hollis         | Michael Chevalier   |
| Kaplan Gill        | Christopher Plummer  | Wolfgang Völz       |
| Benjamin 2X        | Jean-Claude La Marre | Torsten Michaelis   |
| Leon Davis         | Leonard L. Thomas    | Charles Rettinghaus |